# Communauté rurale de Pire Goureye
La commune de Pire Goureye est une commune du Sénégal située à l'ouest du pays. 
Elle fait partie de l'arrondissement de Pambal, du département de Tivaouane et de la région de Thiès.